# Fotbal Club Ripensia Timișoara
Il Fotbal Club Ripensia Timișoara è una società calcistica rumena con sede nella città di Timișoara, attiva dal 1928 al 1948 e nuovamente dal 2012. Milita nella Liga V, la quinta divisione del campionato rumeno di calcio.
Fondata nel 1928, fu protagonista del calcio rumeno degli anni a venire, avendo vinto negli anni trenta quattro campionati e due coppe nazionali. Alla ripresa del campionato dopo la seconda guerra mondiale, disputò un paio di stagioni nelle serie minori prima di sciogliersi. Nel 2012 venne rifondata e ricominciò partendo dall'ultimo livello calcistico nazionale.

## Storia

### La fondazione e il professionismo
Il club è stato fondato il 21 ottobre 1928 da Cornel Lazăr, dirigente amministrativo del distretto di Timiș e in passato presidente dell'altro grande club cittadino, il Chinezul.
Il nome, secondo il pensiero corrente, deriva da Dacia Ripens, il nome della provincia romana che corrisponde alla zona di Timișoara.
È nato come club professionistico (il primo della Romania) e in quanto tale non poté partecipare al campionato. Tutta la sua attività era perciò concentrata su amichevoli disputate contro squadre straniere e rumene potendo contare sui migliori giocatori di tutto il Banato. Il primo match venne giocato nel 1930 contro l'AMEF Arad che vinse per 3-2.
Nel corso del 1931 disputò 29 incontri contro squadre rumene totalizzando 25 vittorie e 4 pareggi (136 reti fatti e 35 subite) e 19 partite contro squadre straniere con uno score di 9 vittorie, 7 pareggi e 7 sconfitte (47 reti fatte e 42 subite). Miglior marcatore della squadra fu Alexandru Schwartz con 48 reti. Disputò inoltre un incontro amichevole a Bucarest contro la nazionale di calcio rumena vincendo 1-0.
Dopo aver partecipato (e vinto) ad un torneo in Francia nel luglio 1932, la federazione decise di ammettere la squadra al campionato.

### I successi in campionato e coppa

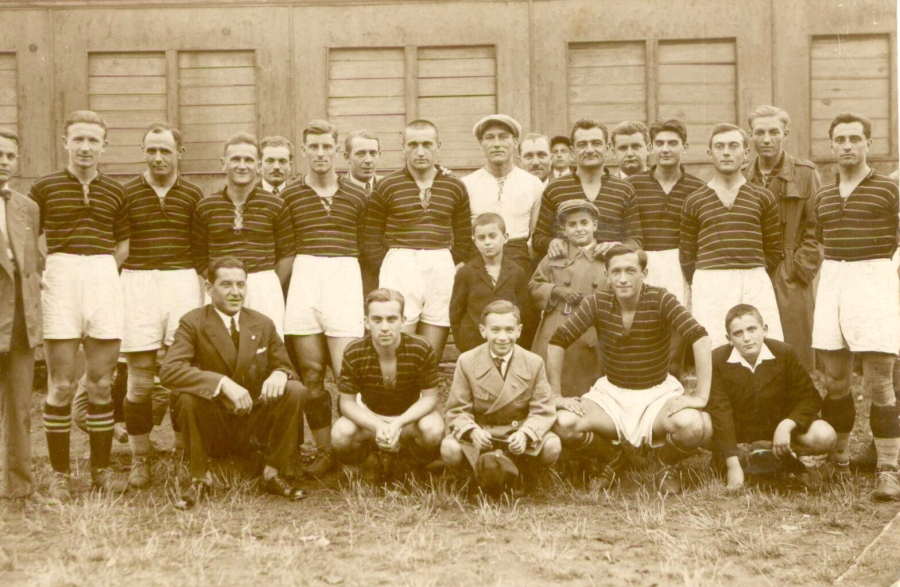

Il primo campionato a cui ha preso parte fu quello del 1932-33 concluso con la vittoria finale dopo aver concluso il proprio girone col miglior attacco e la miglior difesa. Ad un inizio torneo balbettante (2 vittorie e 2 sconfitte nelle prime 4 partite) seguirono 8 vittorie consecutive (tra le quali un 11-0 contro il Tricolor Ploiești e un 9-1 contro il Crișana Oradea).
I campionati successivi videro un duello tra il Ripensia e il Venus Bucarest per aggiudicarsi il titolo. Per tutti gli anni trenta sarà infatti una di queste due squadre a vincere il torneo. Appannaggio del club della capitale il torneo successivo, il Ripensia vinse il suo secondo scudetto nel 1934-35, confermandosi anche l'anno successivo.
Il quarto titolo giunse alla fine della Divizia A 1937-1938.

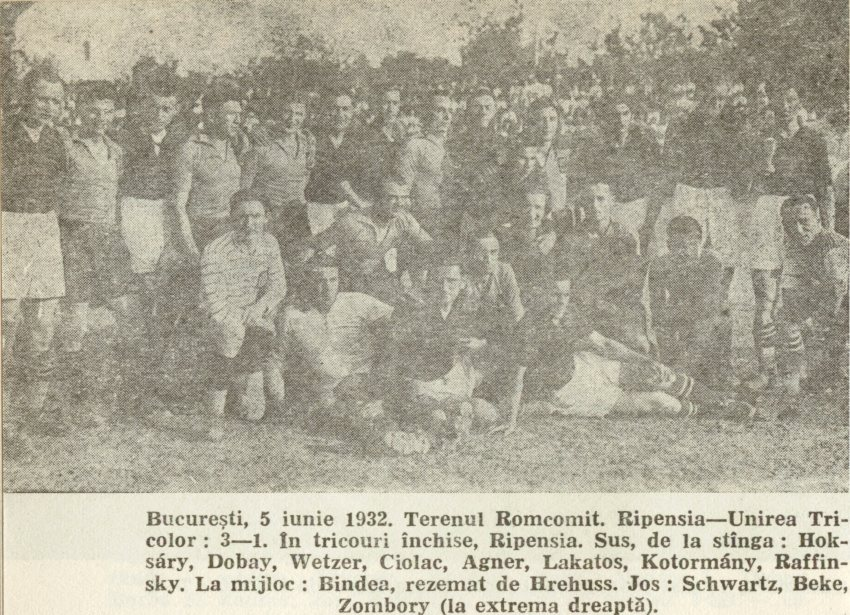

In coppa il club trionfò due volte, nella prima e nella terza edizione, arrivando in finale in altre due occasioni.

### I campionati del dopoguerra e lo scioglimento
Con la ripresa dell'attività sportiva dopo la fine della seconda guerra mondiale il Ripensia venne ammesso in Divizia C, la terza serie rumena, essendo malvisto dal Partito Comunista Romeno che cercò di ostacolarlo in ogni modo in quanto club professionistico. Vinse il proprio girone venendo così promosso in Divizia B. L'anno successivo disputò un campionato anonimo nella seconda serie terminando all'ottavo posto del girone. Alla fine del torneo il club si sciolse per problemi finanziari venendo a mancare un aiuto dal partito confluendo nell'Electrica Timișoara, squadra con un curriculum nelle serie minori sciolta alla fine degli anni novanta.

### La rifondazione
Nel 2012 il Ripensia venne rifondato da un gruppo di imprenditori locali dopo che già nel 2002 venne chiesto al tribunale cittadino il marchio del precedente club. Partecipò al campionato cittadino di Liga VI (ultimo livello calcistico rumeno) vincendolo e venendo promosso per la stagione successiva in Liga V. Nella coppa di Romania 2013-2014 passò tutti i turni preliminari superando l'UTA Arad e l'Universitatea Cluj, squadra militante in Liga I.

## Incontri internazionali

Nei primi anni di attività il club spesso effettuava tournée all'estero non avendo un campionato nazionale a cui partecipare. Negli anni successivi, con l'ingresso della Romania tra le nazioni partecipanti alla Coppa Mitropa, il Ripensia partecipò all'edizione del 1938 superando al primo turno il Milan, vincendo l'andata in casa 3-0 e perdendo a San Siro 3-1, venendo successivamente eliminato ad opera degli ungheresi del Ferencvárosi TC con una doppia sconfitta, 5-4 e 4-1.

## Palmarès

### Competizioni nazionali
- Campionato rumeno: 4

1932-1933, 1934-1935, 1935-1936, 1937-1938
- Coppa di Romania: 2

1933-1934, 1935-1936
- Liga III: 1

2016-2017

### Altri piazzamenti
- Campionato rumeno:

Secondo posto: 1933-1934, 1938-1939
Terzo posto: 1936-1937, 1940-1941
- Coppa di Romania:

Finalista: 1934-1935, 1936-1937